# Menophra lignata
Menophra lignata är en fjärilsart som beskrevs av W. Warren 1894. Menophra lignata ingår i släktet Menophra och familjen mätare. Inga underarter finns listade i Catalogue of Life.